# Уфахимпром
ОАО «Уфахимпром» —  российский производитель продуктов органической химии.
Основное направление производства: гербициды, хлорорганические соединения, эпоксидные смолы, химические реактивы. Ныне ликвидированное предприятие.

## История
История завода начинается в 1942 году на базе сернокислотного цеха, построенного в 1939 году. Предприятие было основано как Государственный союзный завод №768, когда в Уфу был эвакуирован Рубежанский химический комбинат (Украинская ССР).
В 1943 году была получена первая продукция — серная кислота.
С 1948 года заводу было присвоено название Черниковский союзный химический завод, с 1956 — Уфимский химический завод.
В 1957 году в состав завода вошёл Уфимский завод химреактивов, основанный в 1942 году как завод «Натуркаучук».
В 1970 году был введён в эксплуатацию рассолопровод Стерлитамак — Уфа для производства каустической соды.
С 1979 года — Уфимское производственное объединение «Химпром».
С 1993 — Уфимское государственное производственное предприятие.
С 1997 — Уфимское ГУП.
С 1998 — ОАО «Уфахимпром».
На предприятии впервые в СССР было освоено производство монохлоруксусной кислоты, трихлорэтилена, хлорбензола по непрерывной схеме, тетрахлорбензола (50-е годы), методы защиты титанового оборудования от электрической коррозии (70-е годы).
В 1960-х годах была зарегистрирована авария на производстве эпоксидных смол (цех 19).
В 1970-80-х годах на заводе были введены производства гербицидов луварама и ленацила, производство "Белизны" (хлорамина-Б), производство ДФП (дифенилолпропана).
В 1990 году на заводе произошла утечка фенола на участке легковоспламеняющихся жидкостей. Между предприятиями «Уфахимпром» и «Синтезспирт» был смонтирован трубопровод для перекачки фенола, фрагменты которого впоследствии не были подключены, вследствие чего в реку Шугуровку и Чернушку вылилось более 90 кубометров вредного вещества.
В 2004 году завод был признан банкротом и остановил свою деятельность. Цеха ДФП (дифенилолпропана) были переданы Заводу «Башнефть-УНПЗ».
С 2017 года цеха ДФП были заброшены в связи с полной ликвидацией ОАО «Уфахимпром». Территория завода наполовину арендована, наполовину заброшена и снесена. До сих пор на бывшем предприятии находится большое количество опасных химических веществ.

## Продукция
На раннем этапе завод производил преимущественно серную кислоту и сернокислотные соединения. С 50-х годов на предприятии наладилось производство химических реактивов и каучукосодержащих веществ, жидкого хлора, соляных кислот, хлорсульфоновой кислоты, хлорамина Б. Ассортимент продукции резко увеличился в период с 70-х по 80-е года. В строй были введены производства каустической соды, химических средств защиты растений (в основном гербицидов), монохлоруксусной кислоты, трихлорэтилена, хлорбензона технического, дифенилолпропана технического, синтетических и эпоксидных смол.

## Показатели деятельности и руководство
В 2001 работало 4200 чел.; произведено (тыс. т): хлора жидкого — 10,6; соляных кислот — 43,7; химических средств защиты растений — 14,2; каустической соды — 23,5; серной кислоты — 29,8; хлорсульфоновой кислоты — 15,2; хлорамина Б — 6,3; монохлоруксусной кислоты — 5,3; хлорбензола технического — 2,9; дифенилолпропана технического — 57,2; смол синтетических — 9,9.
С 2010 по 2017 год конкурсным управляющим и фактическим директором предприятия являлся Газизов Радик Фаатович. Уставной капитал завода составлял 629 674 284,00 рублей.